# Lado a lado
Lado a lado è una telenovela brasiliana prodotta e trasmessa da TV Globo. È stata trasmessa tra il 2012 e il 2013 come telenovela delle sei.
Scritta da Claudia Lage e João Ximenes Braga (con supervisione di Gilberto Braga) e diretta da Denis Carvalho, è stata la prima telenovela con un personaggio nero come protagonista, interpretato dall'attore Lazaro Ramos.
Ha vinto l'International Emmy Award nel 2013.

## Trama
La telenovela racconta di due donne vissute negli anni successivi all'abolizione della schiavitù in Brasile, una di nome Laura, di famiglia nobile e altolocata, e Isabel, una donna mulatta che fa la donna delle pulizie. Le due donne sono di ceti differenti, ma hanno obiettivi comuni: amore e libertà.
Isabel, figlia di un ex schiavo, fa la donna delle pulizie da quando aveva 14 anni, è felice, ma vuole molto dalla vita, sa parlare fluentemente la lingua francese e la sua passione è il ballo, infatti lei è tra le prime a sperimentare il nascente ballo del samba.
Isabel in una sagrestia incontra Laura, nel giorno del loro matrimonio, e diventano amiche. Laura è una insegnante, appassionata dell'arte e dei libri, che sogna di potersi sposare per amore e di lavorare fuori, cose insolite e disdicevoli per una donna di buona famiglia. Sua madre Constancia, una baronessa, vuole che lei sposi Edgar, figlio del potente senatore Bonifacio Vieira. Isabel ama Zé Maria ma, credendo di essere stata abbandonata all'altare, in un momento di grande fragilità si lascia sedurre da Albertinho, un giovane irresponsabile e superficiale, dal quale viene messa incinta.
Laura ed Edgar si innamorano; tra loro due c'è comunque un ostacolo, perché quando Edgar era studente di giurisprudenza in Portogallo aveva avuto una relazione amorosa con Catarina Ribeiro, una famosa cantante lirica. Durante quella relazione Catarina era rimasta incinta, ragione per la quale dopo alcuni mesi ha deciso di tornare in Brasile, insieme alla figlia, per cercare Edgar.

## Interpreti e personaggi
| Attore              | Personaggio          |
| ------------------- | -------------------- |
| Marjorie Estiano    | Laura Assunção       |
| Camila Pitanga      | Isabel Nascimento    |
| Lázaro Ramos        | Zé Maria dos Santos  |
| Thiago Fragoso      | Edgar Vieira         |
| Patrícia Pillar     | Constância Assunção  |
| Werner Schünemann   | Dr. Alberto Assunção |
| Alessandra Negrini  | Catarina Ribeiro     |
| Sheron Menezzes     | Berenice             |
| Maria Padilha       | Diva Celeste         |
| Milton Gonçalves    | Seu Afonso           |
| Isabela Garcia      | Celinha              |
| Tuca Andrada        | Frederico Martins    |
| Maria Clara Gueiros | Neusinha             |
| Caio Blat           | Fernando Vieira      |
| Cássio Gabus Mendes | Bonifácio Vieira     |
| Bia Seidl           | Margarida Vieira     |
| Paulo Betti         | Mário Cavalcante     |
| Klebber Toledo      | Umberto              |
| Daniel Dalcin       | Teodoro              |
| Emílio de Mello     | Caio Guerra          |
| Christiana Guinle   | Carlota Passos       |
| André Arteche       | Luciano              |
| Zezeh Barbosa       | Jurema               |
| Marcello Melo       | Caniço               |
| Claudio Tovar       | Padre Olegário       |
| Susana Ribeiro      | Tereza Praxedes      |
| Guilherme Piva      | Delegado Praxedes    |
| Débora Duarte       | Eulália Praxedes     |
| Priscila Sol        | Sandra Praxedes      |
| Álamo Facó          | Quequé               |
| George Sauma        | Jonas                |
| Rui Ricardo Dias    | Percival             |
| Tião D'Ávila        | Isidoro              |
| Juliane Araújo      | Alice Passos         |
| Romis Ferreira      | Luiz Neto            |
| Laís Vieira         | Etelvina             |
| Jurema Reis         | Gilda                |

## Premi

### Vincitore
International Emmy Award (2013):
- Miglior Telenovela - Lado a lado

Extra (2013):
- Miglior Costume

CEAP 2013 (Centro de Articulação de Populações Marginalizadas):
- Veicolo di Comunicazione per le Persone Emarginate

TV Press 2012:
- Miglior Autore - João Ximenes Braga e Cláudia Lage
- Fotografia - Walter Carvalho

CPG 2012:
- Scenografia
- Costume

Noveleiros 2012:
- Miglior coppia romantica (telenovela) - Laura (Marjorie Estiano) e Edgar (Thiago Fragoso)[19]

### Nominato
Melhores do Ano - UOL (2013):
- Miglior attore - Lázaro Ramos
- Miglior attrice - Marjorie Estiano e Patrícia Pillar
- Miglior Telenovela - Lado a lado

Extra (2013):
- Miglior attore - Thiago Fragoso e Lázaro Ramos
- Miglior attrice non protagonista - Patrícia Pillar
- Miglior Telenovela - Lado a lado
- Miglior trucco

Contigo (2013):
- Miglior Attrice - Marjorie Estiano
- Miglior attore - Thiago Fragoso
- Miglior attore bambino - Cauê Campos
- Miglior Autore - João Braga Ximenes e Claudia Lage
- Miglior regista - Dennis Carvalho
- Miglior Telenovela - Lado a lado

#### Riconoscimento
- Miglior coppia romantica, per Laura e Edgar, secondo la critica il rivista Minha Novela.[24]

## Impatto a media e social network
- Le discussioni su Laura (Marjorie Estiano) e Isabel (Camila Pitanga) sul machismo, l'emancipazione delle donne e la libertà sessuale.[25][26][27]
- La rappresentanza delle donne e dei neri come agenti storici nella loro lotta per l'uguaglianza.[28][29]
- Divorzio Laura e Edgar (Thiago Fragoso) all'inizio del secolo XX.[30][31][32][33][34]
- La condizione dei figli illegittimi, rappresentata da Isabel e Albertinho (Rafael Cardoso), Edgar e Catarina (Alessandra Negrini) e altri.[35][36]
- Molestie sessuali e tentato stupro di Laura.[37][38]
- Le discussioni sulla libertà religiosa e l'integrazione della cultura afro-brasiliana (Candomblé, Samba e Capoeira), rappresentati in l'arresto al Tia Juremas (Zezé Barbosa) e attività artistiche di Jose Maria (Lázaro Ramos) e Isabel .[39][40][41][42]
- Il danno subito da una madre single (come Isabel e Catarina), la donna divorziata e vuole lavorare fuori casa (come Laura), e l'inclusione sociale e culturale delle classi subalterne e di origine africana - come José Maria Isabel - dopo la fine della schiavitù e della monarchia.[43][44]
- L'ammissione di Laura in un sanatorio, di essere studiosa e oppositionêtre.[45][46][47][48]
- L'origine del calcio in Brasile dall'élite, e l'esclusione delle classi inferiori.[49][50][51]
- Il "Movimento Laured" (abbreviato nomi Laura e Edgar) in riferimento alla coppia popolare, Laura e Edgar.[52][53][54][55]

- Le prestazioni di Patrícia Pillar e Marjorie Estiano da critici televisivi.[57][58][59][60][61][62][63][64]
- Il successo del personaggio Laura ha portato alla pubblicazione del libro di Laura, una storia alternativa sul giovane femminista, dai Biblioteca 24 Horas.[65][66][67]
- La telenovela è stato elogiata dallo scrittore Ariano Suassuna.[68]
- L'ultimo capitolo è stato trasmesso durante la Giornata internazionale della donna, anche il compleanno di attrice Marjorie Estiano, che era una femminista nella storia.[69][70][71]